# Kara Hui
Kara Hui, de son vrai nom Hui Ying-hung (惠英紅), née le 2 février 1960, aussi connue sous le nom de Kara Wai, est une actrice hongkongaise connue à l'international pour ses rôles dans des wuxia de la Shaw Brothers des années 1970 et 1980.
Elle interprète par la suite un large éventail de rôles à l'écran et à la télévision avec beaucoup de succès et est la première récipiendaire du Hong Kong Film Award de la meilleure actrice qu'elle remporte trois fois dans sa carrière. Le 1er juillet 2018, elle reçoit la Bronze Bauhinia Star (en) du chef de l'exécutif de Hong Kong, en reconnaissance de sa contribution à l'industrie cinématographique de Hong Kong et à ses prestations d'actrice.

## Biographie
Née au Shandong en Chine populaire, elle émigre à Hong Kong avec sa famille en 1966. Elle est la quatrième enfant d'une fratrie de six et l'un de ses frères aîné est Austin Wai (en). Enfant, sa famille réside dans le bidonville de Rennie's Mill (en) et est ruinée par les associés de son père, forçant tout le monde à vendre des marchandises dans les rues de Hong Kong. Adolescente, elle vend souvent des chewing-gum et des souvenirs aux marins de Wan Chai,. 
Elle arrête sa scolarité après l'école primaire pour travailler comme danseuse dans la boîte de nuit Miramar et prend des cours de maîtrise d'armes auprès de Bow-sim Mark (en), la mère de Donnie Yen,. Elle pratique la dance chinoise pendant trois ans.
Le réalisateur Chang Cheh est son parrain.

### Carrière

#### 1977–1987: Shaw Brothers
Durant le tournage du Prince et l'arnaqueur (1979), l'actrice principale démissionne en raison de la tension des cascades d'arts martiaux. Hui est alors figurante dans le film. Le réalisateur Liu Chia-liang avait vu la vidéo de son audition pour Le Chasseur d'aigles (1977) et décide d'en faire la nouvelle actrice principale. C'est la première fois qu'ils travaillent ensemble. Impressionné par sa prestation, Liu contactera Hui pour ses autres projets.
Wai atteint le sommet de sa carrière avec Lady Kung-Fu (1982) pour lequel elle remporte le premier Hong Kong Film Award de la meilleure actrice.
Son dernier film avec la Shaw Brothers est Les Huit Diagrammes de Wu-Lang (1984).

#### 1988–2002
En 1987, Hui se rend à Paris pour une séance photo de nus pour le magazine Playboy avec Byron Newman (en). Le livre-photo est publié en 1989.
En 1999, elle souffre de dépression et sa carrière est en déclin. Elle tente de se suicider à l'âge de 40 ans.

#### 2003–2010: Retour et TVB
En 2003, avec l'aide d'amis et de parents, Hui commence à se rétablir. À partir de 2005, elle revient petit à petit dans l'industrie du divertissement de Hong Kong. En plus du cinéma, elle entre à TVB et est nommée au TVB Anniversary Award du meilleur second rôle féminin en 2010.
En 2009, elle remporte le Golden Horse Film Award du meilleur second rôle féminin pour son rôle de mère possessive dans At the End of Daybreak (en). Le film lui vaut également de remporter le prix de la meilleure actrice de l'Institut des critiques de cinéma de Hong Kong, l'Asian Film Award du meilleur second rôle féminin, le 29e prix du film de Hong Kong de la meilleure actrice, le prix de la meilleure actrice des médias chinois, et le prix de la meilleure actrice du festival du film chinois de Changchun à Vladivostok.

#### 2011–aujourd'hui
Hui fait sa première apparition à la télévision chinoise dans la série The Glamorous Imperial Concubine (en) et accepte de réduire son salaire pour jouer Wu Zetian dans la série suivante Women of the Tang Dynasty (en) qui lui vaut une nomination au prix du meilleur second rôle lors de la 13e cérémonie des Huading Awards.
En 2013, Hui signe un contrat d'un an avec HKTV (en) et joue d'abord dans Incredible Mama (en). Elle remporte le prix du meilleur second rôle féminin pour le film malaisien The Wedding Diary (2011) aux Golden Wau Awards, une cérémonie récompensant les films en langue chinoise en Malaisie.
En 2019, Hui joue le rôle de la commissaire Man Hei-wah (Madame Man) dans la série policière The Defected (en). Sa prestation est saluée par la critique et elle remporte le prix de la meilleure actrice aux TVB Anniversary Awards.

## Filmographie

### Cinéma

#### Années 1970
| Année | Titre                                      | Rôle                    |
| ----- | ------------------------------------------ | ----------------------- |
| 1976  | Le Combat des maîtres                      |                         |
| 1977  | Le Caïd de Chinatown                       | La fille dans le bordel |
| 1977  | Le Chasseur d'aigles                       | Mu Nianci               |
| 1977  | Teenager's Nightmare: The Criminals Part 5 |                         |
| 1977  | The Dream of the Red Chamber               |                         |
| 1978  | La Fureur de shaolin                       | Xiu Yin                 |
| 1978  | Heaven Sword and Dragon Sabre              |                         |
| 1978  | The Voyage of Emperor Chien Lung           |                         |
| 1978  | Swordsman and Enchantress                  |                         |
| 1978  | The Cunning Hustler                        |                         |
| 1978  | Le Chasseur d'aigles 2                     | Mu Nianci               |
| 1978  | Clan of Amazons                            |                         |
| 1978  | Le Crochet mortel de Shaolin               | L'élève de Li           |
| 1979  | The Tigress of Shaolin                     | Tsai Chiao              |
| 1979  | The Last Judgement                         |                         |
| 1979  | Life Gamble                                | Xiao Hung               |
| 1979  | The Scandalous Warlord                     | Une concubine           |
| 1979  | Le Singe fou du kung-fu                    | Mademoiselle Chen       |
| 1979  | The Deadly Breaking Sword                  | Xiaoqin                 |
| 1979  | The Ghost Story                            |                         |
| 1979  | Le Prince et l'arnaqueur                   | Choi Hung               |

#### Années 1980
| Année | Titre                               | Rôle                              |
| ----- | ----------------------------------- | --------------------------------- |
| 1980  | Retour à la 36e chambre             | Hung                              |
| 1980  | The Swift Sword                     |                                   |
| 1980  | Emperor Chien Lung and the Beauty   |                                   |
| 1980  | Heaven and Hell                     | La petite amie de Lin Wei-Gang    |
| 1980  | Le Poing mortel du dragon           | Mei-Hsiao                         |
| 1981  | Sword Stained with Royal Blood      |                                   |
| 1981  | Return of the Sentimental Swordsman | Sun Hsiao Hung                    |
| 1981  | Lady Kung-Fu                        | Cheng Tai-Nan                     |
| 1981  | Le Chasseur d'aigles 3              |                                   |
| 1981  | Martial Club                        | Chu Ying                          |
| 1981  | The Tiger and the Widow             |                                   |
| 1981  | The Duel of the Century             |                                   |
| 1982  | The Emperor and the Minister        |                                   |
| 1982  | Cat vs Rat                          | La sœur de Chan                   |
| 1982  | The Brave Archer and His Mate       |                                   |
| 1982  | Les 18 armes légendaires du kung-fu | Fang Shao-Ching                   |
| 1982  | The 82 Tenants                      |                                   |
| 1982  | Buddha's Palm                       |                                   |
| 1983  | Demon of the Lute                   |                                   |
| 1983  | The Lady Is the Boss                |                                   |
| 1984  | Three Stooges Go Undercover         |                                   |
| 1984  | New Tales of the Flying Fox         | Yuan Tzu-yi                       |
| 1984  | Les Huit Diagrammes de Wu-Lang      | Yang N°8                          |
| 1984  | Family Light Affair                 |                                   |
| 1984  | Double Decker                       |                                   |
| 1984  | Le Retour de Pom Pom                | Yuen Hung/Mimi                    |
| 1984  | Long Road to Gallantry              | Li Sai Nan                        |
| 1985  | Le Flic de Hong Kong 2              | La guide touristique              |
| 1985  | Why Me?                             | La femme de l'homme qui joue      |
| 1985  | Journey of the Doomed               |                                   |
| 1986  | The Story of Dr. Sun Yat-sen        |                                   |
| 1986  | Rosa                                | La sœur de Lei                    |
| 1986  | Naughty Boys                        | Chuan                             |
| 1986  | The Seventh Curse                   | L'inspecteur Chiang               |
| 1987  | Rouge                               | L'actrice interprétant un fantôme |
| 1988  | Peacock King                        |                                   |
| 1988  | Top Squad                           | May                               |
| 1988  | Pretty Women at War                 | Ah Phoh                           |
| 1989  | Burning Ambition                    | Chau Siu-hong                     |
| 1989  | They Came to Rob Hong Kong          | L'inspecteur Shang                |
| 1989  | Red Lips                            |                                   |
| 1989  | Widow Warriors                      | La belle-sœur                     |
| 1989  | Top Squad 2                         |                                   |

#### Années 1990
| Année | Titre                         | Rôle               |
| ----- | ----------------------------- | ------------------ |
| 1990  | Stage Door Johnny             |                    |
| 1990  | Angel Terminators             | Hon                |
| 1990  | Raid on Royal Casino Marine   | May                |
| 1990  | Lethal Angels 2               |                    |
| 1991  | The Banquet                   | La serveuse        |
| 1991  | Heart of Danger               |                    |
| 1991  | Who Cares!                    |                    |
| 1991  | Queen of Gambler              |                    |
| 1991  | The Roar of the Vietnamese    | Yuen Wan-yin       |
| 1992  | The Inspector Wears Skirts IV | May                |
| 1992  | Behind the Curtain            |                    |
| 1992  | Guys in Ghost's Hand          |                    |
| 1992  | Zen of Sword                  | La tante de Ha Hou |
| 1992  | Mega Force from Highland      |                    |
| 1992  | Legend of the Drunken Tiger   | Leela              |
| 1993  | Madam City Hunter             | Siu-hung           |
| 1993  | Tattoo Girl                   |                    |
| 1995  | The Vengeance                 |                    |
| 1996  | Dragon from Shaolin           |                    |
| 1996  | Xiu hua da dao                |                    |

#### Années 2000
| Année | Titre                     | Rôle               |
| ----- | ------------------------- | ------------------ |
| 2000  | High K                    |                    |
| 2000  | Fist Power                |                    |
| 2001  | Visible Secret            | La mère de Siu Kam |
| 2003  | The Park                  | Mme Yu             |
| 2003  | Infernal Affairs 2        | La sœur de Hau     |
| 2003  | The Secret Society – Boss | L'ex-femme de Fai  |
| 2003  | Night Corridor            | La mère de Sam     |
| 2004  | La Voie du Jiang Hu       | La mère de Wing    |
| 2005  | La Technique du Chinois   |                    |
| 2005  | Crazy N' the City         | Rachel             |
| 2008  | Legendary Assassin        | La chef            |
| 2008  | L for Love L for Lies     | La mère de Bobo    |
| 2009  | At the End of Daybreak    |                    |

#### Années 2010
| Année | Titre                                    | Rôle                        |
| ----- | ---------------------------------------- | --------------------------- |
| 2010  | 72 Tenants of Prosperity                 |                             |
| 2010  | Kung Fu Wing Chun                        | Maître Ng Mui               |
| 2011  | A Chinese Ghost Story                    | Lao Lao, le troisième démon |
| 2011  | Wu Xia                                   | La combattante au couteau   |
| 2011  | The Wedding Diary                        |                             |
| 2011  | Turning Point 2                          |                             |
| 2012  | Diva                                     | Sœur Dan                    |
| 2012  | Happiness Me Too                         |                             |
| 2013  | Midnight Train                           |                             |
| 2013  | 7 Assassins                              |                             |
| 2013  | The Wedding Diary 2                      |                             |
| 2013  | The Fox Lover                            |                             |
| 2013  | Rigor Mortis                             | Yeung Feng                  |
| 2013  | Control                                  |                             |
| 2014  | Lock Me Up, Tie Him Down                 |                             |
| 2014  | The Midnight After                       |                             |
| 2015  | Lovers & Movies                          |                             |
| 2015  | Kungfu Taboo                             |                             |
| 2015  | Daughter                                 |                             |
| 2016  | Finding Mr. Right 2                      | Ling                        |
| 2016  | Horrible Masion In Wild Village          | Granny                      |
| 2016  | Happiness                                | Tse Yuen-fan                |
| 2016  | The Warriors Gate                        | L'esprit de la montagne     |
| 2016  | Mrs K                                    | Mme K                       |
| 2017  | 77 Heartbreaks                           | La mère d'Eva               |
| 2017  | The Mysterious Family                    | La mère                     |
| 2017  | The Bold, the Corrupt, and the Beautiful | Madame Tang                 |
| 2018  | Tracey                                   |                             |
| 2018  | House of the Rising Sons                 |                             |
| 2018  | A Life of Papers                         |                             |
| 2018  | Catching Crazy                           |                             |
| 2019  | 77 Heartwarmings                         |                             |
| 2019  | Mr. Monster                              |                             |
| 2019  | My People, My Country                    |                             |

### Séries TV
| Année         | Titre anglais                            | Titre original       | Rôle                                    | Notes                                                           |
| ------------- | ---------------------------------------- | -------------------- | --------------------------------------- | --------------------------------------------------------------- |
| 1996          | Journey to the West                      | 西遊記               | La général Tigre volant                 |                                                                 |
| 1997          | Deadly Protection                        | 保護證人組           | Lee Dzi-san                             |                                                                 |
| 1997          | Lady Flower Fist                         | 苗翠花               | Ma Yuk-mui                              |                                                                 |
| 1999          | At the Threshold of an Era               | 創世紀               | Eva Lau Shuet-ling                      |                                                                 |
| 1999          | A Smiling Ghost Story                    | 衝上人間             | Fong Yuet-ping                          |                                                                 |
| 1999          | Tai Ji Zong Shi                          | 太極宗師             | Tante Hung                              |                                                                 |
| 2001          | The Heaven Sword & the Dragon Saber (en) | 倚天屠龍記           | Miejue Shi Tai                          |                                                                 |
| 2006          | Safe Guards                              | 鐵血保鏢             | Yan Ching                               |                                                                 |
| 2006          | Below the Lion Rock                      | 獅子山下             | Elle-même                               |                                                                 |
| 2006          | CRD Love Story                           | 情定CRD              |                                         |                                                                 |
| 2007          | On the First Beat                        | 學警出更             | Wong Shuk-yin                           |                                                                 |
| 2007          | ICAC Investigators 2007                  | 廉政行動2007         | Choi Yuet-ngo                           |                                                                 |
| 2007          | Word Twisters' Adventures                | 鐵咀銀牙             | Poon Bak-fung                           |                                                                 |
| 2008          | Wasabi Mon Amour                         | 和味濃情             | Ko Kwai                                 |                                                                 |
| 2008          | Forensic Heroes 2                        | 法證先鋒II           | Cheng Lai-ling                          |                                                                 |
| 2008          | Legend of the Demigods                   | 搜神傳               | Cho Mong-yau                            |                                                                 |
| 2008          | Pages of Treasures                       | Click入黃金屋        | Fun                                     |                                                                 |
| 2009          | Man in Charge                            | 幕後大老爺           | Ching Tai-niang                         |                                                                 |
| 2009          | Rosy Business                            | 巾幗梟雄             | Lau Fong                                | Nommée au TVB Anniversary Award du meilleur second rôle féminin |
| 2009          | Sweetness in the Salt                    | 碧血鹽梟             | Choi Ngan-fa                            |                                                                 |
| 2009          | Beyond the Realm of Conscience           | 宮心計               | Tam Yim(sheung                          |                                                                 |
| 2010          | A Fistful of Stances                     | 鐵馬尋橋             | Cheung Sheung-chu                       | Nommée au TVB Anniversary Award du meilleur second rôle féminin |
| 2010          | Can't Buy Me Love                        | 公主嫁到             | La concubine Wei                        |                                                                 |
| 2010          | No Regrets                               | 巾幗梟雄之義海豪情   | Yeung Ng Lai-sim                        |                                                                 |
| 2011          | The Glamorous Imperial Concubine         | 傾世皇妃             | Du Feihong (impératrice Du)             |                                                                 |
| 2013          | Women of the Tang Dynasty                | 唐宮燕之女人天下     | Wu Zetian                               |                                                                 |
| 2015          | Incredible Mama                          | 我阿媽係黑玫瑰       | Chung-Sam Fat-yuen                      |                                                                 |
| 2015          | Heroes of Sui and Tang Dynasties 5       | 隋唐英雄5            | Wu Zetian                               |                                                                 |
| 2015          | The Female Assassins in the Palace       | 金釵諜影             | Mo Yun                                  |                                                                 |
| 2015          | The Legend of Xiao Zhuang                | 大玉兒傳奇           | Dame Abahai                             |                                                                 |
| 2016          | Affairs of the Heart                     | 人間有情：苦瓜的味道 | Jing                                    |                                                                 |
| 2019          | Stained                                  | 心冤                 | Fion Bo                                 |                                                                 |
| 2019          | The Defected                             | 鐵探                 | La commissaire Man Hei-wah (Madame Man) | TVB Anniversary Award de la meilleure actrice                   |
| 2020          | Imperfect Love                           | 不完美的她           | Yuan Ling                               |                                                                 |
| 2020          | We Are All Alone                         | 怪你过分美丽         | Ruan Lihua                              |                                                                 |
| 2021          | The Rebel Princess                       | 上阳赋               | Xie                                     |                                                                 |
| En production | Murder Diary                             | 刑偵日記             | Yeung Pik-sum                           |                                                                 |